# 提摩·格洛克
提摩·格洛克（Timo Glock，1982年3月18日—），德国F1赛车手，曾效力于玛鲁西亚车队，2007年曾获得GP2世界冠军。2008年获得F1匈牙利站亚军。2012赛季结束后离开F1赛事，2013年開始他的德國房車賽(DTM)生涯。

## 早期职业生涯
格洛克出生于西德林登菲尔斯，于1998年15岁时以卡丁车开始了他的赛车生涯。他在2000年赢得了几次卡丁车锦标赛以及宝马ADAC(BMW ADAC)的少年杯和2001年的宝马ADAC冠军赛。在2002年的第一个德国方程式锦标赛中，他以第三名的成绩获得了年度最佳新秀奖。2003年，他参加了三次欧洲系列赛的比赛，三场比赛，另外三次获得领奖台，这足以让他获得第五名的冠军。

## 第一次进军F1(2004年)
2004年格洛克成为乔丹车队的一名试车手。2004年加拿大大奖赛上代替乔吉奥·潘塔诺首次参加F1正式比赛。该场比赛获得第11名，但由于威廉姆斯车队和丰田车队的4辆赛车被取消成绩，他的名次变为第7，也因此获得了2个积分。
2004年的最后3站比赛，即中国站、日本站、巴西站上，格洛克又代替潘塔诺参加正式比赛。没有获得积分。
2004年共参加4场比赛，获得2个积分，排第19位。

## 2005年~2007年冠军方程式、GP2
2005年参加冠军方程式比赛，总分列第8位，最好分站成绩是亚军。
2006年格洛克去欧洲参加GP2比赛。起先为中档车队BCN Competicion效力，成绩平平。
赛季中期改为iSport International效力，成绩有所提高。该年度总分第4。
2007年获GP2冠军。

## 第二次进军F1(2008年)
2008年格洛克与丰田车队签订了三年合约，重返F1车坛。2008年匈牙利大奖赛上获分站赛亚军。
2008年巴西大奖赛上在最后时刻被刘易斯·汉密尔顿超越，使后者以1分优势获得2008年世界一级方程式锦标赛冠军。(Is that Glock!?)
2008年获25个积分列第10位。
2010年賽季將改替新車隊維珍車隊出賽。

## F1生涯各分站成績
(图例)粗體為桿位出賽，斜體為最快圈速
| 赛季   | 车队         | 1        | 2      | 3       | 4       | 5     | 6      | 7      | 8      | 9     | 10     | 11    | 12    | 13    | 14     | 15     | 16     | 17     | 18      | 19       | 20    | 名次 | 积分 |
| ------ | ------------ | -------- | ------ | ------- | ------- | ----- | ------ | ------ | ------ | ----- | ------ | ----- | ----- | ----- | ------ | ------ | ------ | ------ | ------- | -------- | ----- | ---- | ---- |
| 2004   | 乔丹车队     | 澳 TD    | 馬 TD  | 巴林 TD | 圣 TD   | 西 TD | 摩 TD  | 欧 TD  | 加 7   | 美 TD | 法 TD  | 英 TD | 德 TD | 匈 TD | 比 TD  | TD     | 中 15  | 日 15  | 巴西 15 |          |       | 第19 | 2    |
| 2008   | 丰田车队     | 澳 Ret   | 馬 Ret | 巴林 9  | 西 11   | 土 13 | 摩 12  | 加 4   | 法 11  | 英 12 | 德 Ret | 匈 2  | 欧 7  | 比 9  | 11     | 新 4   | 日 Ret | 中 7   | 巴西 6  |          |       | 第10 | 25   |
| 2009年 | 豐田車隊     | 澳 4     | 馬 3‡  | 中 7    | 巴林 7  | 西 10 | 摩 10  | 土 8   | 英 9   | 德 9  | 匈 6   | 欧 14 | 比 16 | 11    | 新 2   | 日 DNS | 巴西   | 阿     |         |          |       | 第9  | 24   |
| 2010年 | 維珍車隊     | 巴林 Ret | 澳 Ret | 馬 Ret  | 中 DNS  | 西 18 | 摩 Ret | 土 18  | 加 Ret | 欧 19 | 英 18  | 德 18 | 匈 16 | 比 18 | 17     | 新 Ret | 日 14  | 韩 Ret | 巴西 20 | 阿 Ret   |       | 第25 | 0分  |
| 2011年 | 維珍車隊     | 澳 NC    | 馬 16  | 中 21   | 土 DNS  | 西 19 | 摩 Ret | 加 15  | 欧 21  | 英 16 | 德 17  | 匈 17 | 比 18 | 15    | 新 Ret | 日 20  | 韩 18  | 印 Ret | 阿 19   | 巴西 Ret |       | 第25 | 0    |
| 2012年 | 玛鲁西亚车队 | 澳 14    | 馬 17  | 中 19   | 巴林 19 | 西 18 | 摩 14  | 加 Ret | 欧 DNS | 英 18 | 德 22  | 匈 21 | 比 15 | 17    | 新 12  | 日 16  | 韩 18  | 印 20  | 阿 14   | 美 19    | 巴 16 | 第20 | 0    |

*賽季進行中。
‡由於未能完成原定賽程的75%，車手只有一半分數。
†未完赛，但已完成赛事总里程的90%。